# علي لفتة
علي لفتة فنجان وهو معلق رياضي عراقي ولد في سنة 1964 يمتلك شهادة بكلوريوس في الإعلام والصحافة وهو يعمل حالياً مع قناة بي إن سبورت وسبق له العمل مع قناة أي آر تي، وكان له الشرف أن يكون أول معد ومقدم برامج رياضية في تلفزيون العراق، بعد الاستاذ الكبير مؤيد البدري كان يقدم نشرة أخبار يومية ضمن النشرة السياسية إلى جانب البرامج الاسبوعية، وبرنامج أضواء على الدوري العراقي وقع مع ART بصفتة معلق ومقدم برامج، حدث الانتقال إلى ART وجمع المعلومات عنه ثم الاتصال به، دخل الاختبار وكانت النتيجة جيدة وبعدها انضم رسميا إلى الفريق العربي والفريق العالمي الذي يفضله علي لفتة المنتخبان السعودي والمصري هما بالتأكيد من أفضل المنتخبات العربية ومن ناحية الاندية فالأهلي المصري والاتحاد السعودي والصفاقسي التونسي والزوراء العراقي الأفضل لديه عربياً، ومانشستر يونايتد ونادي برشلونة ويوفنتوس ونادي ليون وسيلتيك عالمياً. أول مباراة علق عليها كانت مباراة في الدوري العراقي بين نادي الزوراء ونادي الديوانية. بدايته كانت مريرة فظروف العمل في العراق في مجال التعليق صعبة جداً وقدوته الاستاذ الكبير مؤيد البدري وتعلم منه الكثير وهو الآن ضمن طاقم قناة الجزيرة الرياضية 2011.